# Wahlenheim
Wahlenheim is een gemeente in het Franse departement Bas-Rhin (regio Grand Est) en telt 365 inwoners (1999). De plaats maakt deel uit van het arrondissement Haguenau.

## Geografie
De oppervlakte van Wahlenheim bedraagt 2,6 km², de bevolkingsdichtheid is 140,4 inwoners per km².
De onderstaande kaart toont de ligging van Wahlenheim met de belangrijkste infrastructuur en aangrenzende gemeenten.

## Demografie
Onderstaande figuur toont het verloop van het inwonertal (bron: INSEE-tellingen).